# راندي ليونارد
راندي ليونارد (بالإنجليزية: Randy Leonard)‏ هو سياسي أمريكي، ولد في 1952 في بورتلاند في الولايات المتحدة. حزبياً، نشط في الحزب الديمقراطي لولاية أوريغون ‏ والحزب الديمقراطي. وقد انتخب عضو مجلس ولاية أوريغون.